# Atmozostis
Atmozostis é um gênero de traça pertencente à família Agonoxenidae.